# Santiurde de Toranzo
Santiurde de Toranzo és un municipi de la Comunitat Autònoma de Cantàbria. Limita al nord amb Santa María de Cayón, Castañeda i Puente Viesgo, al sud amb Vega de Pas i Luena, a l'oest amb Corvera de Toranzo i a l'est amb Villafufre i Villacarriedo. Es troba en la comarca del Pas i pel seu territori discorre el Riu Pas.

## Localitats
- Acereda.
- Bárcena.
- Iruz.
- Pando.
- Penilla.
- San Martín.
- Santiurde de Toranzo (Capital).
- Vejorís.
- Villasevil.

## Demografia
| 1900  | 1910  | 1920  | 1930  | 1940  | 1950  | 1960  | 1970  | 1980  | 1990  | 2000  | 2007  |
| ----- | ----- | ----- | ----- | ----- | ----- | ----- | ----- | ----- | ----- | ----- | ----- |
| 2.037 | 2.168 | 2.412 | 2.358 | 2.506 | 2.375 | 2.189 | 2.034 | 1.888 | 1.856 | 1.627 | 1.351 |

Font: INE

## Administració
| Eleccions municipals, 23 de maig de 2003 |      |        |          |
| Partit                                   | Vots | %      | Regidors |
| PP                                       | 680  | 57,58% | 5        |
| PRC                                      | 249  | 21,08% | 2        |
| PSOE                                     | 236  | 19,98% | 2        |

| Eleccions municipals, 27 de maig de 2007 |      |        |          |
| Partit                                   | Vots | %      | Regidors |
| PP                                       | 586  | 50,65% | 5        |
| PRC                                      | 347  | 29,99% | 3        |
| PSOE                                     | 218  | 18,84% | 1        |